# Virxe do Carme de Moaña
Moaña (oficialmente, en gallego, Virxe do Carme de Moaña) es una parroquia del municipio de Moaña, en la provincia de Pontevedra, Galicia (España).

## Datos básicos
Según el padrón municipal de 2010 tenía 5.655 habitantes distribuidos en 10 entidades de población.

## Geografía
La parroquia morracense de Virgen del Carmen de Moaña ocupa el valle del río do Pontillón, desde la carretera provincial de Moaña a Marín hasta dicho curso fluvial. Se trata, por lo tanto, de una estrecha pero prolongada franja de territorio en pequeña pendiente cubierta de fértiles cultivos y ocupada por 10 núcleos de población unidos hoy en día entre sí y muy urbanizados, lo que da como resultado una de las densidades de población más elevadas del Morrazo. 
Esta parroquia tiene una minúscula salida al mar (ría de Vigo) justo donde se sitúa la capital municipal de Moaña: se trata de un núcleo urbano conformado recientemente por la fusión de los núcleos de A Seara y A Praia (parroquia de Virgen del Carmen de Moaña), O Real y O Con (parroquia de Tirán) y A Xunqueira (parroquia de Meira).
Hasta mediados del siglo XX, la parroquia pertenecía a la de San Martín de Moaña, independizándose en esas fechas debido a la explosión demográfica del núcleo urbano de Moaña, muy alejado de la capitalidad de la vieja parroquia de San Martín de Moaña.
En esta parroquia se destacan los núcleos de población de O Redondo (1.664 habitantes en 2010), A Seara (1.303 habitantes en 2010) -actual capital municipal-, y A Praia (1.086 habitantes en 2010) -antigua capital municipal-.